# Rio Târnava Mică
O Târnava Mică ("Pequeno Târnava"; em húngaro:  Kis-Küküllő; em alemão:  Kleine Kokel) é um rio da Romênia. Sua fonte está localizada nos Montes Cárpatos orientais, no distrito de Harghita. Ele corta os distritos romênos de Harghita, Mureş e Alba, mais ou menos paralelo e ao norte do rio Târnava Mare. As cidades de Sovata e Târnăveni estão localizadas às margens do Târnava Mică. O rio se junta ao rio Târnava Mare, em Blaj, para formar o rio Târnava.